# Frades de Santa María
Frades de Santa María es una pedanía del municipio de Ledesma, en la comarca de Tierra de Ledesma, provincia de Salamanca, España. 

## Historia
La fundación de Frades de Santa María se remonta a la Alta Edad Media, obedeciendo a las repoblaciones efectuadas por los reyes leoneses, quedando encuadrado con el nombre de "Frades" en la jurisdicción de Ledesma, dentro del Reino de León. Con la creación de las actuales provincias en 1833, Frades de Santa María quedó integrado, como parte del municipio ledesmino en la provincia de Salamanca, dentro de la Región Leonesa.

## Demografía
En 2017 contaba con una población de 4 habitantes, de los cuales 3 eran varones y 1 mujer (INE 2017).
| Gráfica de evolución demográfica de Frades de Santa María entre 2000 y 2017              |
|                                                                                          |
| Fuente: Instituto Nacional de Estadística de España - Elaboración gráfica por Wikipedia. |